# Pterolepis kabylica
Pterolepis kabylica är en insektsart som först beskrevs av Galvagni och Fontana 2000.  Pterolepis kabylica ingår i släktet Pterolepis och familjen vårtbitare. Inga underarter finns listade i Catalogue of Life.